# Italská reprezentace ve fotbale amputovaných
Italská reprezentace ve fotbale amputovaných reprezentuje Itálii na mezinárodních turnajích, jako jsou mistrovství světa, mistrovství Evropy a Amp Futbol Cup. Vznikla v roce 2012, první zápas odehrála 27. dubna 2013 proti Francii (prohra 2:5). Je členem EAFF a WAFF.

## Dějiny
Byla založena v roce 2012.
První zápas odehrála v dubnu 2013 proti Francii. Reprezentace se každoročně účastní Amp Futbol Cupu.
V roce 2014 hrála na svém prvním mistrovství světa. V roce 2017 se zúčastnila mistrovství Evropy, kde dosáhla 5. příčky.

## Soupiska
| Jméno                 | Datum narození (věk)        |
| --------------------- | --------------------------- |
| Pier Mario Gardino    | 8. ledna 1966 (59 let)      |
| Salvatore Iudica      | 27. listopadu 1984 (40 let) |
| Alessandro Pighi      | 11. září 1989 (35 let)      |
| Daniel Priami         | 1. prosince 1988 (36 let)   |
| Emanuel Leone         | 28. dubna 1989 (35 let)     |
| Louis Magi            | 16. června 1983 (41 let)    |
| Arturo Mariani        | 7. září 1993 (31 let)       |
| Richard Round         | 7. září 1978 (46 let)       |
| Luca Zavatti          | 3. dubna 1968 (56 let)      |
| Salvatore La Manna    | 19. ledna 1981 (44 let)     |
| Francis Messori       | 22. listopadu 1998 (26 let) |
| Emanuel Padoan        | 20. července 1998 (26 let)  |
| Roberto Sodero        | 3. dubna 1981 (43 let)      |
| Stefano Starvaggi     | 28. dubna 1983 (41 let)     |
| Charles Avelli        | 5. března 1985 (39 let)     |
| Paul Capasso          | 11. července 1997 (27 let)  |
| Lorenzo Marcantognini | 9. listopadu 2002 (22 let)  |
| Daniel Michael Piana  | 20. ledna 1979 (46 let)     |
| John Stone            | 8. listopadu 1969 (55 let)  |

Trenér: Renzo Vergnani
Asistent trenéra: Paolo Zarzanza
Trenér brankářů: Emiliano Gronchi

## Mistrovství světa
| Ročník | Výsledek    | Soupiska |
| ------ | ----------- | -------- |
| 2014   | 9. místo    | soupiska |
| 2018   | osmifinále  | soupiska |
| 2022   | čtvrtfinále | soupiska |

## Mistrovství Evropy
| Ročník | Výsledek    | Soupiska |
| ------ | ----------- | -------- |
| 2017   | 5. místo    | soupiska |
| 2021   | čtvrtfinále | soupiska |

## Amp Futbol Cup
| Ročník                                            | Výsledek | Soupiska |
| ------------------------------------------------- | -------- | -------- |
| 2014                                              | 5. místo | soupiska |
| 2015                                              | 4. místo | soupiska |
| 2016                                              | 5. místo | soupiska |
| 2017                                              | 5. místo | soupiska |
| 2018                                              | 5. místo | soupiska |
| V letech 2019–2021 se soutěže Itálie nezúčastnila |          |          |
| 2022                                              | 8. místo | soupiska |